# Hutia's
Hutia's zijn een onderfamilie uit de familie van de stekelratten (Echimyidae), die voorkomen op eilanden in de Caribische Zee en in Venezuela. Er zijn bijna veertig soorten bekend, maar veel daarvan zijn al uitgestorven.

## Verspreiding
Hutia's leven op Cuba, Jamaica, Hispaniola, de Bahama's en een aantal omliggende eilanden, maar veel soorten hebben een kleiner verspreidingsgebied. Van "Procapromys geayi", een hutia die uit Venezuela zou komen, is waarschijnlijk de plaats van oorsprong incorrect weergegeven.

## Kenmerken
Deze dieren lijken op grote, dikkoppige ratten. Ze hebben een brede kop met kleine ogen en oren die op een korte hals staat. Ze hebben vijf tenen per voet met gekrulde klauwen. Hun vel is relatief dik; de kleur daarvan varieert van grijs tot bruinachtig. Hutia's wegen tot 9 kilo en worden 20 tot 50 cm lang.

## Levenswijze
Hutia's leven in bossen en bergachtige gebieden. Sommige soorten leven deels in bomen. Ze eten voornamelijk planten, maar sommige soorten eten ook insecten en kleine gewervelden. Hutia's hebben een lange draagtijd; de jongen blijven niet lang in het nest.

## Bescherming
Hutia's worden bedreigd, onder andere door hun over het algemeen kleine verspreidingsgebied, jacht en concurrentie van ingevoerde zoogdieren. Oorspronkelijk waren er ongeveer 40 soorten. Daarvan leven er nu nog 13, maar daarvan zijn er 5 met uitsterven bedreigd, en slechts één soort, de Cubaanse hutia (Capromys pilorides), wordt door de IUCN als veilig (LR/LC) beschouwd.

## Taxonomie

### Extern
De hutia's werden traditioneel als eigen aparte familie gerekend, maar de hutia's bleken genesteld binnen de familie van de stekelratten (Echimyidae). Het bleek een zustergroep van de uilenstekelrat (Carterodon sulcidens). Sindsdien worden de hutia's als onderfamilie van de stekelratten gerekend.

### Intern
De familie omvat de volgende levende en recent uitgestorven soorten:
- Geslachtengroep Isolobodontini (uitgestorven)
  - Geslacht Isolobodon (uitgestorven)
    - Isolobodon montanus (Hispaniola en La Gonave) (uitgestorven)
    - Portoricaanse hutia (Isolobodon portoricensis) (Hispaniola en omliggende eilanden; geïntroduceerd op Puerto Rico en de Maagdeneilanden) (uitgestorven)
- Geslachtengroep Hexolobodontini (uitgestorven)
  - Geslacht Hexolobodon (uitgestorven)
    - Hexolobodon phenax (Hispaniola en La Gonave) (uitgestorven)
- Geslachtengroep Zagoeti's (Plagiodontini)
  - Geslacht Hyperplagiodontia
    - Hyperplagiodontia araeum (Hispaniola) (uitgestorven)

  - Geslacht Plagiodontia
    - Zagoeti van Cuvier (Plagiodontia aedium) (Hispaniola en La Gonave)
    - Zagoeti (Plagiodontia ipnaeum) (Hispaniola) (uitgestorven)
    - Plagiodontia spelaeum (Hispaniola) (uitgestorven)

  - Geslacht Rhizoplagiodontia (uitgestorven)
    - Rhizoplagiodontia lemkei (Zuidwest-Haïti) (uitgestorven)
- Geslachtengroep Capromyini
  - Geslacht Capromys
    - Garridohutia (Capromys garridoi) (Cayo Majá in de Archipiélago de los Canarreos in Cuba)
    - Cubaanse hutia (Capromys pilorides) (Cuba en omliggende eilanden)

  - Geslacht Stompstaartratten (Geocapromys)
    - Jamaicastompstaartrat (Geocapromys brownii) (Jamaica)
    - Geocapromys caymanensis (Kaaimaneilanden) (uitgestorven)
    - Geocapromys columbianus (Cuba) (uitgestorven)
    - Bahamastompstaartrat (Geocapromys ingrahami) (Bahama's)
    - Geocapromys thoracatus (Little Swan-eiland) (uitgestorven)

  - Geslacht Mesocapromys
    - Cabrerahutia (Mesocapromys angelcabrerai) (Cayos de Ana Maria in Cuba)
    - Grootoorhutia (Mesocapromys auritus) (Cayo Fragoso, een eiland in de Cubaanse provincie Las Villas)
    - Mesocapromys melanurus
    - Dwerghutia (Mesocapromys nana) (Cienaga de Zapata in de Cubaanse provincie Matanzas)
    - Kleine aardhutia (Mesocapromys sanfelipensis) (Cayo Ruan Garcia in de Cubaanse provincie Pinar del Río) (waarschijnlijk uitgestorven)

  - Geslacht Mysateles
    - Hutiacarabali (Mysateles prehensilis) (zuidoostelijk Cuba)